# Trichilia megalantha
Espèce
Trichilia megalantha est une espèce de plantes de la famille des Meliaceae et du genre Trichilia, présente en Afrique tropicale.

## Description
C'est un arbre sempervirent d'une hauteur de 3 à 36 m. Son fût cylindrique, qui peut atteindre 12 m, a un diamètre à hauteur de poitrine (DHP) compris entre 30 et 160 cm. Sa couronne est souvent dense et compacte, mais parfois plus étalée et ouverte,.

## Distribution
L'espèce est présente en Afrique tropicale, en Côte d'Ivoire, au Ghana, au Bénin, au Nigeria.

## Habitat
Relativement rare, on la rencontre dans les forêts humides semi-décidues, à faible altitude.

## Utilisation
Plusieurs travaux de recherche ont porté sur d'éventuelles propriétés antipaludéennes de la plante.